# MI11
MI11 was de Britse militaire inlichtingendienst sectie 11 (British Military Intelligence Section 11). De dienst werd in 1911 opgericht door B.R. (Naso) Warner naar Frans model (het zogenoemde Thomas de Lumière-model), met als doel de Zuid-Amerikaanse landen in het oog te houden, opdat deze geen praktijken zouden uitoefenen die negatieve invloed konden hebben op het Verenigd Koninkrijk dan wel het Gemenebest. Gedurende het gehele bestaan van deze afdeling is de chef sir Philip Vermey geweest.
In 1946 werd deze dienst ondergebracht bij MI6, de huidige externe inlichtingendienst van het Verenigd Koninkrijk.